# Hedsjön, Värmland
Hedsjön är en sjö i Malung-Sälens kommun och Torsby kommun i Värmland och ingår i Göta älvs huvudavrinningsområde. Sjön är 7,9 meter djup, har en yta på 0,406 kvadratkilometer och är belägen 426,2 meter över havet. Sjön avvattnas av vattendraget Rattsjöälven.

## Delavrinningsområde
Hedsjön ingår i det delavrinningsområde (673607-135582) som SMHI kallar för Utloppet av Södra Rattsjön. Medelhöjden är 497 meter över havet och ytan är 33,38 kvadratkilometer. Det finns inga avrinningsområden uppströms utan avrinningsområdet är högsta punkten. Rattsjöälven som avvattnar avrinningsområdet har biflödesordning 3, vilket innebär att vattnet flödar genom totalt 3 vattendrag innan det når havet efter 451 kilometer. Avrinningsområdet består mestadels av skog (85 procent). Avrinningsområdet har 1,11 kvadratkilometer vattenytor vilket ger det en sjöprocent på 3,3 procent.